# Diver Down
| Recensione    | Giudizio |
| ------------- | -------- |
| AllMusic      |          |
| Rolling Stone |          |

Diver Down è il quinto album in studio del gruppo musicale statunitense Van Halen, pubblicato il 14 aprile 1982 dalla Warner Bros. Records.
L'album raggiunse il 3º posto della Billboard 200, e ha venduto oltre quattro milioni di copie negli Stati Uniti.
La maggior parte delle canzoni presenti nell'album sono cover di altri artisti e pezzi strumentali.

## Tracce
Testi e musiche di David Lee Roth, Eddie van Halen, Alex van Halen e Michael Anthony, eccetto dove indicato.
1. Where Have All the Good Times Gone – 3:02 (Ray Davies)
2. Hang 'Em High – 3:28
3. Cathedral (strumentale) – 1:20
4. Secrets – 3:25
5. Intruder (strumentale) – 1:39
6. (Oh) Pretty Woman – 2:53 (William Dees, Roy Orbison)
7. Dancing in the Street – 3:43 (Marvin Gaye, Ivy Hunter, William Stevenson)
8. Little Guitars (intro) (strumentale) – 0:42
9. Little Guitars – 3:47
10. Big Bad Bill (Is Sweet William Now) – 2:44 (Milton Ager, Jack Yellen)
11. The Full Bug – 3:18
12. Happy Trails – 1:03 (Dale Evans)

## Singoli
- Oh, Pretty Woman (1982)
- Dancing in the Street (1982)
- Secrets (1982)
- Little Guitars (1982)
- The Full Bug (1982)
- Where Have All the Good Times Gone (1982)

## Formazione

### Gruppo
- David Lee Roth – voce, sintetizzatore in Intruder, chitarra acustica e armonica in The Full Bug
- Eddie van Halen – chitarra, sintetizzatore in Dancing In The Streets, cori
- Michael Anthony – basso, cori
- Alex van Halen – batteria, percussioni

### Altri musicisti
- Jan van Halen – clarinetto in Big Bad Bill

### Produzione
- Ted Templeman – produzione
- Donn Landee, Ken Deane – ingegneria del suono
- Gregg Geller – mastering
- Jo Motta – coordinatore di produzione
- Richard Seireeni – direzione artistica
- Richard Aaron, Neil Zlozower – fotografia